# Maxophone
I Maxophone sono stati un gruppo di rock progressivo italiano degli anni settanta, in seguito riformatosi sul finire degli anni duemila.

## Storia del gruppo
Il gruppo viene fondato a Milano nel 1973 da Roberto Giuliani (chitarra elettrica, voce, piano), Alberto Ravasini (voce solista, basso, chitarra acustica, flauto dolce) e Sandro Lorenzetti (batterista conosciuto negli ambienti jazz del capoluogo lombardo). A loro si uniscono Sergio Lattuada (organo Hammond, piano elettrico), Maurizio Bianchini (corno, tromba, vibrafono, percussioni, voce) e Leonardo Schiavone (clarinetto, flauto, sax). Tutti i membri del gruppo si erano formati musicalmente al conservatorio.
Dopo alcuni anni di esibizioni dal vivo, nel 1975 il gruppo incide il primo 45 giri dal titolo C'è un paese al mondo/Al mancato compleanno di una farfalla. Verso la fine dello stesso anno, viene pubblicato l'album d'esordio, Maxophone, prodotto da Alessandro Colombini, distribuito anche in inglese per il mercato statunitense. Lo stile del gruppo è caratterizzato dalla fusione di elementi classici, jazz, pop e rock.
Nell'anno successivo, a marzo, il gruppo viene convocato dalla Rai per un concerto televisivo, trasmesso dagli studi di Torino per il programma Un'ora per voi. 
I Maxophone dunque aprono i tour degli Area e di Eugenio Finardi, riscuotendo grande successo. Partecipano inoltre alla decima edizione del Montreux Jazz Festival.
Nel 1977 i Maxophone pubblicano un secondo 45 giri di successo (Il fischio del vapore/Cono di gelato), seguito però, dopo alcune esibizioni live conclusive, dallo scioglimento del gruppo.

## Ritorno sulle scene
A partire dagli anni novanta, i lavori dei Maxophone vengono recuperati sull'onda del revival del progressive classico. Nel 1993 l'album d'esordio in versione inglese viene ripubblicato dall'etichetta Mellow, e nel 1997 viene ripubblicata, sempre da Mellow, la versione italiana. Nel 2001 l'etichetta Akarma ristampa l'album in vinile, con l'aggiunta di brani fino a quel momento reperibili solo in 45 giri.
Nel 2005 viene pubblicato il cofanetto DVD/CD From Cocoon to Butterfly, contenente una raccolta di dieci registrazioni inedite del periodo 1973-1975 e alcuni rari video di un concerto tenutosi presso gli studi Rai di Torino in quegli stessi anni. Il cofanetto contiene anche un brano di "reunion" e videointerviste ai componenti della band. Nello stesso anno, il gruppo si esibisce in una performance live promozionale.
Dopo una pausa di riflessione, i Maxophone si ricostituiscono agli inizi del 2008 con una nuova formazione che vede presenti i membri storici Sergio Lattuada e Alberto Ravasini e i nuovi elementi Francesco Garolfi (chitarre, voci), Marco Croci (basso elettrico, voci) e Carlo Monti (batteria, percussioni, violino). Successivamente, a Francesco Garolfi subentra Marco Tomasini, proveniente dagli Atlantis 1001.
Il gruppo pubblica un disco live nel 2014, registrato a Tokyo l'anno prima.
Nel 2017, la band lancia il suo secondo disco da studio, La fabbrica delle nuvole. I testi erano stati scritti dallo scrittore e poeta Roberto Roversi nel 2012, appositamente per il progetto.
La band si scioglie ufficialmente nel maggio 2018, dopo la morte del membro fondatore Sergio Lattuada.

## Discografia

### Album
- Maxophone (1975). Edizioni: vinile 33rpm, PA-LP 57 Produttori Associati (edizione originale); CD MMP 308 Mellow, (1997); vinile 33rpm AK 1029 Akarma, (2001).
- Maxophone (versione inglese) 1976. Edizioni: vinile 33rpm, PA-LP 57 Produttori Associati (edizione originale); CD MMP 179 Mellow Records, (1993).
- From Cocoon to Butterfly (2005). CD + DVD, VM100 AB MVA (BTF-VM2000-Vinyl Magic).
- Live in Tokyo 2014 (ARS IMM/1023)
- La Fabbrica delle Nuvole (2017) (AMS/BTF, AMS 278CD)

### Singoli
- C'è un paese al mondo/Al mancato compleanno di una farfalla (1975) - 45rpm, PA-NP 3244, Produttori Associati.
- Il fischio del vapore/Cono di gelato (1977) - 45rpm, PA-NP 3267, Produttori Associati.
- L'Isola/La Fabbrica delle Nuvole (2017) - 33 rpm, (AMS EP 131)